# Campagne-lès-Boulonnais
Campagne-lès-Boulonnais è un comune francese di 682 abitanti situato nel dipartimento del Passo di Calais nella regione dell'Alta Francia.

## Società

### Evoluzione demografica
Abitanti censiti